# 多花金叶树
多花金叶树（学名：Chrysophyllum lanceolatum），为山榄科金叶树属下的一个植物变种。